# Earl of Ross

Wappen des Earl of Ross

Der Mormaer oder Earl of Ross bezeichnet den Herrn einer mittelalterlichen gälischen Lordschaft im nördlichen Schottland, die ungefähr zwischen den Flüssen Oykel und Beauly lag.
Der erbliche Adelstitel Earl of Ross wurde dreimal in der Peerage of Scotland und einmal in der Peerage of Ireland verliehen.

## Geschichte

### Frühe Mormaers/Earls of Ross
Der erste Inhaber des gräflichen Amtes in Ross war der Rebell Máel Coluim mac Áeda. Der tatsächliche Gründer der Grafschaft war jedoch Ferchar mac in tSagairt, der den Titel in den 1220er Jahren durch Vernichtung zweier verwandter rebellischer Gruppen, der „MacHeths“ und „Meic Uilleim“, erlangte. Er und sein Sohn und Nachfolger Uilleam I. dehnten die Grafschaft erheblich aus, indem sie dem König von Norwegen Territorium abnahmen. Die Familie starb 1372 mit Uilleam III. und dessen Tochter Euphemia aus, die mit Walter Leslie verheiratet war. Die Rolle des Oberhaupts des Clan Ross und der Titel des Earl of Ross blieb bei den Nachkommen Euphemias und Walter Leslies bis zum Tod von Alexander Leslie, 7. Earl of Ross 1402, und wurde nun von den MacDonald, Lord of the Isles, und später vom Haus Stuart übernommen. Die Position des Oberhaupts des Clan Ross ging nun an die Nachkommen von Aodh, 4. Earl of Ross († 1334) über.

### Verleihungen in der Peerage of Scotland
Am 23. Januar 1481 wurde er Titel in der Peerage of Scotland an James Stewart, den zweiten Sohn von König Jakob III. verliehen. Zusammen mit dem Earldom erhielt er auch den nachgeordneten Titel Lord of Brechin, Navar and Ardmannoch. Am 29. Januar 1488 wurde er zudem zum Duke of Ross, Marquess of Ormond, Earl of Edirdale und Lord Brechin and Navar erhoben. Die Titel erloschen bei seinem Tod am 17. Januar 1504.
Die nächste Verleihung geschah am 15. Mai 1565 zugunsten von Henry Stewart, Lord Darnley. Gleichzeitig wurde ihm der nachgeordnete Titel Lord Ardmannoch verliehen. Wenig später, am 20. Juli des gleichen Jahres wurde er auch zum Duke of Albany erhoben. Nach seiner Ermordung 1567 erbte sein Sohn James seine Titel, der wenige Monate später als Jakob VI. den schottischen Thron bestieg, wodurch die Titel wieder mit der Krone verschmolzen.
Am 23. Januar 1600 wurde der Titel für Charles Stuart neu geschaffen. Er war der zweitgeborene Sohn König Jakobs VI. Zusammen mit dem Earldom wurden ihm die Titel Duke of Albany, Marquess of Ormond und Lord Ardmannoch verliehen. 1625 wurde Charles König und die Titel erloschen wieder durch verschmelzen mit der Krone.

### Verleihung in der Peerage of Ireland
Am 4. Januar 1772 wurde in der Peerage of Ireland der Titel Earl of Ross, in the County of Fermanagh, an Ralph Gore, 1. Viscount Belleisle verliehen. Er war bereits am 30. Juni 1764 zum Baron Gore, of Manor Gore in the County of Donegal, und am 25. August 1768 zum Viscount Belleisle, of Belleisle in the County of Fermanagh, erhoben worden und hatte von seinem Vater 1746 den Titel 6. Baronet, of Magherabegg, geschaffen 1622 in der Baronetage of Ireland, geerbt. Seine Titel erloschen, als er im September 1802 ohne männliche Nachkommen starb, mit Ausnahme der Baronetcy, die an einen Neffen überging.

## Liste der Mormaers und Earls of Ross

### Frühe Mormaers/Earls of Ross
- Máel Coluim, Earl of Ross († 1168)
- Ferchar, 1. Earl of Ross (um 1190–1251)
- Uilleam, 2. Earl of Ross (nach 1210–1274)
- Uilleam, 3. Earl of Ross (vor 1260–1323)
- Aodh, 4. Earl of Ross (vor 1290–1333)
- Uilleam, 5. Earl of Ross (um 1316–1372)
- Euphemia, 6. Countess of Ross (1345–† um 1394/99)
  - ⚭ (1) Sir Walter Leslie, de iure uxoris Earl of Ross (um 1320–1382)
  - ⚭ (2) Alexander Stewart, 1. Earl of Buchan, de iure uxoris Earl of Ross (um 1343–1394)
- Alexander Leslie, 7. Earl of Ross (vor 1366–1402)
- Euphemia Leslie, 8. Countess of Ross (vor 1400–um 1424) (zurückgetreten 1415)
  - John Stewart, 3. Earl of Buchan, de facto Earl of Ross (um 1381–1424) (ursurpierte Titel und Ländereien 1415–1424)
- Mary Leslie, 9. Countess of Ross (vor 1366–um 1435) ⚭ Donald MacDonald, Lord of the Isles
- Alexander MacDonald, 10. Earl of Ross (um 1390–1448)
- John MacDonald, 11. Earl of Ross (1435–um 1498) (abgesetzt 1476)

### Earls of Ross, Verleihung von 1481
- James Stewart, 1. Duke of Ross, 1. Earl of Ross (1476–1504)

### Earls of Ross, Verleihung von 1565
- Henry Stuart, 1. Duke of Albany, 1. Earl of Ross (1545–1567) (später Duke of Albany und Prinzgemahl von Schottland)
- James Stuart, 2. Duke of Albany, 2. Earl of Ross (1566–1625) (als Jakob VI. 1567 König)

### Earls of Ross, Verleihung von 1600
- Charles Stuart, Earl of Ross (1600–1649) (1625 als Karl I. König)

### Earls of Ross, Irische Verleihung von 1772
- Ralph Gore, 1. Earl of Ross (1725–1802)